# Antoni Muchowski

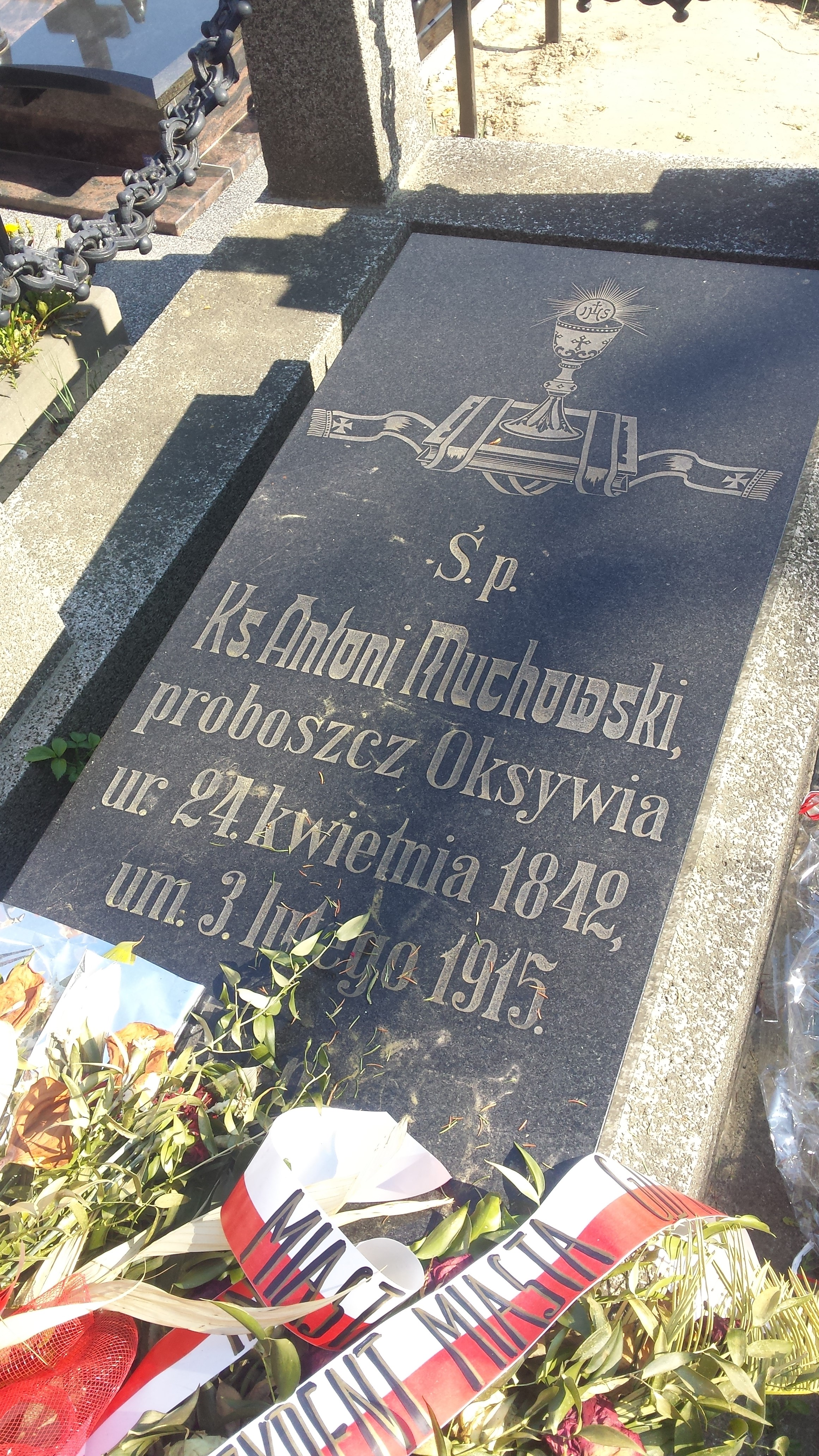
Grób ks. Antoniego Muchowskiego

Antoni Muchowski (ur. 24 kwietnia 1842 w Foshucie, zm. 3 lutego 1915 w Gdańsku) – filomata pomorski, powstaniec styczniowy, sybirak, ksiądz katolicki, działacz społeczny w zaborze pruskim.

## Życiorys
Urodził się 24 kwietnia 1842 r. w Foshucie (pow. kościerski), w rodzinie chłopskiej Jana i Anny, z domu Dolnej.
W latach 1854–1856 kształcił się w Collegium Marianum w Pelplinie, a następnie w gimnazjum klasycznym w Chojnicach. Jako uczeń ostatniej klasy (prymy), przed maturą, w marcu 1864 r. wyruszył, aby wziąć udział w powstaniu styczniowym. W okolicy Nidzicy przyłączył się do oddziału powstańczego formowanego pod dowództwem byłego oficera armii pruskiej Jana Fryderyka Wandla, ps. Ewald. Wkrótce po przekroczeniu granicy prusko-rosyjskiej na rzece Działdówce oddział został rozbity, a Muchowski dostał się do niewoli rosyjskiej. Skazany na chłostę i dożywotnią katorgę pięć lat spędził na Syberii, między Obem i Jenisejem. Wskutek wstawiennictwa rodziny u posła Juliana Łaszewskiego, podobno w wyniku interwencji samego premiera Ottona v. Bismarcka, został zwolniony z katorgi i przez 11 miesięcy pieszo wracał w rodzinne strony.
Po powrocie z katorgi ukończył w 1871 r. gimnazjum w Wejherowie, w którym założył tajne koło filomackie „Wiec”, działając pod pseudonimem „Kropidło”. Nawet srogie mrozy syberyjskie nie zdołały jednak zamrozić w jego sercu płomiennej miłości Ojczyzny – napisał o nim ks. Józef Dembieński. Następnie studiował w seminarium duchownym w Pelplinie, gdzie 18 maja 1875 r. otrzymał święcenia kapłańskie. Pracował m.in. w Kościerzynie, Okoninie, Nowej Wsi Królewskiej, Ostródzie, a ostatecznie od 1892 r. aż do śmierci jako proboszcz w Oksywiu (obecnie dzielnica Gdyni). Oprócz pełnienia obowiązków kapłańskich aktywnie angażował się w działalność towarzystw polskich i akcje wyborcze polskich posłów do parlamentu pruskiego. Od 1897 r. był członkiem Towarzystwa Naukowego w Toruniu.
„Pół roku po objęciu parafii, w 30. rocznicę powstania styczniowego odprawił żałobną Mszę Św., na której przemawiał zaproszony przez niego patriota, „kaszubski Skarga” – o. Ambroży Wawrzyniec Lewalski (1842–1924). Popierał tworzenie towarzystw sportowych, podobno zachęcając młodzież osobistym przykładem. Powszechnie nazywany był „Syberyjczykiem” i „agitatorem polskości”. Ks. Muchowski będąc członkiem polskiej, patriotycznej organizacji Stowarzyszenie „Straż” wspierał każdą propolską inicjatywę, a w wyborach do parlamentu niemieckiego w roku 1907 i 1911 był członkiem Komisji Wyborczej w Pucku. [...] W 1909 roku doprowadził do powstania kółek śpiewaczych (Oksywie, Kosakowo). W tymże roku wraz z ks. Józefem Dembieńskim i Józefem Klebbą założył w Kosakowie Towarzystwo Ludowe”.
Zmarł 3 lutego 1915 r. w szpitalu Najświętszej Marii Panny w Gdańsku. Pochowano go na cmentarzu przy kościele parafialnym w Oksywiu, gdzie jego grób zachował się do dzisiaj.

## Upamiętnienie
W 1937 r. uczczono pamięć chojnickich licealistów biorących udział w powstaniu styczniowym tablicą wmurowaną w auli szkoły. Po zajęciu miasta w 1939 r. Niemcy kazali tablicę zniszczyć. W 1994 r. została wmurowana jej replika, ufundowana przez międzywojennych absolwentów szkoły. Okazało się jednak, że oryginalna tablica została zakopana w piwnicy, gdzie do momentu odkrycia przeleżała 70 lat. Wydobyta i poddana konserwacji jest obecnie wmurowana obok repliki.
Imieniem ks. A. Muchowskiego nazwano ulicę w Gdyni (długości ok. 500 m), która prowadzi od kościoła parafialnego na Oksywiu w kierunku północno-wschodnim, do Cmentarza Marynarki Wojennej.
W 2015 r. podczas uroczystości zorganizowanej przez Zrzeszenie Kaszubsko-Pomorskie Oddział w Gdyni i parafię pw. Św. Michała Archanioła imię ks. Antoniego Muchowskiego przyjęła Młodzieżowa Drużyna Pożarnicza Ochotniczej Straży Pożarnej Przedsiębiorstwa Komunikacji Miejskiej w Gdyni.
W 2020 r. obok kościoła na Oksywiu umieszczono tablicę informacyjną z życiorysem ks. Muchowskiego.